# صلاة الجنازة
صلاة الجِنازة هي صلاة يصليها المسلمون على الميت المسلم (غير الشهيد) بعد تغسيله وتكفينه وقبل دفنه. صلاة الجِنازة لها إحرام وتكبيرات وتسليم لكنها بلا ركوع أو سجود. وحكمها هو فرض كفاية (أي إذا فعله مجموع المكلفين سقط عن الباقين).

## تعريف
الجِنَازَة لُغَةً:
الجِنَازَة:  النَّعشُ والميِّتُ والمشَيِّعون.
والجِنَازَة الشيءُ يَثْقُل على قوم فيَغتمُّون به.
ويُقال: ضُرِب حتَّى تُرك جنازةً .
وطُعِنَ في جنازته: مات. والجمع: جَنائِزُ.
وقَالَ ٱبْنُ دُرَيْدٍ: «جَنَزْتُ الشَّيْءَ أَجْنِزُهُ جَنْزًا، إِذَا سَتَرْتَهُ، وَمِنْهُ اشْتِقَاقُ الْجَنَازَةِ».
وبكسرِ الجيمِ (أيْ: جِنَازة) أفصحُ.
واصطلاحاً:
صلاةُ الجِنَازة في الإسلام هي صلاةٌ تُصَلَّىٰ على الميت غير الشهيد عند المسلمين.

## حكمها
من المتفق عليه بين أئمة الفقه فرض كفاية، لأمر النبي محمد بها ولمحافظة المسلمين عليها. روى مسلم والبخاري عن أبي هريرة: أن النبي ﷺ كان يؤتى بالرجل المتوفى عليه الدين فيسأل هل ترك لدينه فضلاً، فإن حدث أنه ترك وفاء صلى، وإلا قال: «صلوا على صاحبكم»
قال الإمام الشافعي في كتابه الأم :
«حق على الناس غسل الميت، والصلاة عليه ودفنه، لا يسع عامتهم تركه. وإذا قام به من فيه كفاية أجزأ عنهم، إن شاء الله تعالى»

## فضلها
عن أبي هريرة قال: قال رسول الله ﷺ: من شهد الجِنازة حتى يصلى عليها فله قيراط، ومن شهدها حتى تدفن فله قيراطان قيل: وما القيراطان؟ قال: مثل الجبلين العظيمين

## صفة صلاة الجِنازة
هي صلاة على الميت، يصليها المرء وهو قائم فلا ركوع فيها ولا سجود. وإن كان مأموما اقتدى بالإمام.
صلاة الجِنازة أربع تكبيرات، بقول «الله اكبر»:
- يكبّر التكبيرة الاولى ثم يقرأ سورة الفاتحة.
- يكبّر التكبيرة الثانية ثم يصلي على النبي، «قراءة الصلاة الإبراهيمية».
- يكبر التكبيرة الثالثة ثم يدعو للميت بما شاء من الأدعية، منها «اللهم اغفر له وارحمه، اللهم وسّع مُدخله، اللهم أكرم نزله، اللهم مُدّ له في قبره مد بصره، اللهم أبدله دارًا خيرًا من داره، وأهلاً خيرًا من أهله، اللهم اُعف عنه، اللهم ارحمه»
- يكبر التكبيرة الرابعة، وبعدها إما الدعاء أو السكوت قليًلا، ثم يُنهي صلاته بالتسليم مرة واحدة على يمينه وهو قائم، فالدعاء بعد التكبيرة الرابعة مّما اختلف العلماء في حكمه، فبعضهم ذهب إلى مشروعيته وبعضهم إلى عدم مشروعيته،[13] هناك من قال: السكوت قليلاً ثم التسليم، ومن قال: الدعاء بقول «اللهم لا تحرمنا أجره ولا تَفتِنّا بعده واغفر اللهم لنا وله» والدعاء للميت ولجميع المسلمين. «إذا سلّم الإمام تسليمتين فإنه يشرع للمأموم متابعته.[14]»

## شرحٌ مفصلٌ لكيفية صلاة الجِنازة
كيفية صلاة الجِنازة؟
1. الصلاة على الجِنازة فرض كفاية: (إذا قام به البعض سقط عن الآخرين) أي يكفي أن يقوم به بعض المسلمين.
2. يسن أن يقوم الإمام عند رأس الرجل متجهاً إلى القبلة، وعند وسط المرأة، لفعله صلى الله عليه وسلم. رواه أبو داود وصححه الألباني في أحكام الجنائز ص109.
3. السنة أن يتقدم الإمام على المأمومين، ولكن إذا لم يجد بعض المأمومين مكاناً فإنهم يصفون عن يمينه وعن يساره.
4. ويسن أن يرفع المصلي يديه مع كل تكبيرة، لفعله صلى الله عليه وسلم. أخرجه الدارقطني وجوّد إسناده الشيخ ابن باز كما في فتاواه.
5. يكبر الإمام أربع تكبيرات، كالآتي:
  1. التكبيرة الأولى:
بعد التكبيرة يقول: أعوذ بالله من الشيطان الرجيم - يقرأ
سورة الفاتحة: ﴿بِسْمِ اللَّهِ الرَّحْمَنِ الرَّحِيمِ ۝١ الْحَمْدُ لِلَّهِ رَبِّ الْعَالَمِينَ ۝٢ الرَّحْمَنِ الرَّحِيمِ ۝٣ مَالِكِ يَوْمِ الدِّينِ ۝٤ إِيَّاكَ نَعْبُدُ وَإِيَّاكَ نَسْتَعِينُ ۝٥ اهْدِنَا الصِّرَاطَ الْمُسْتَقِيمَ ۝٦ صِرَاطَ الَّذِينَ أَنْعَمْتَ عَلَيْهِمْ غَيْرِ الْمَغْضُوبِ عَلَيْهِمْ وَلَا الضَّالِّينَ ۝٧﴾ [الفاتحة:1–7].
وهناك إشارة إلى عدم مشروعية دعاء الاستفتاح، وهو مذهب الشافعية وغيرهم، وقال أبو داود في المسائل «(153): سمعت أحمد سئل عن الرجل يستفتح على الجِنازة: سبحانك اللهم وبحمدك …؟! قال: ما سمعت»
  2. التكبيرة الثانية:
بعد التكبيرة الثانية يصلي على النبي صلى الله عليه وسلم كما يفعل في التشهد، أي يقول: (اللّهمَّ صل على محمدٍ وعَلَى آلِ محمدٍ كما صليتَ على إِبراهيمَ وعلى آلِ إبراهيمَ إنكَ حَميدٌ مَجيد، اللّهمَّ بارك على محمدٍ وعلى آلِ محمدٍ كما باركتَ على إِبراهيم وعلى آلِ إبراهيمَ إِنَّكَ حَميدٌ مَجيد)
وإن اقتصر على قوله: (اللهم صلِّ على محمد) فإنه يجوز.
  3. التكبيرة الثالثة:
بعد التكبيرة الثالثة يدعو للميت بما ورد من أدعية، ومن ذلك قول:
(اللهمَّ اغْفِرْ لَهُ وَارْحَمْهُ وَعافِهِ وَاعْفِ عَنْهُ، وَأَكْرِمْ نَزْلَهُ وَوَسِّعْ مَدْخَلَهُ وَاغْسِلْهُ بالماءِ والثلج وَالبَرَدِ، وَنَقِّهِ مِنَ الخطايا كما نَقَّيْتَ الثَّوْبَ الأبْيَضَ مِنَ الدَّنَسِ، وَأَبْدِلْهُ داراً خَيراً من دارِه وَأَهْلاً خَيْراً مِنْ أَهْلِهِ، وَزَوْجَةَ خَيْراً مِنْ زَوْجِهِ، وَأَدْخِلْهُ الجَنَّةَ وَنَجِّهِ مِنَ النّارِ، وَقِه عَذابَ القَبْرِ) رواه مسلم وأحمد ووردت أدعية أخرى يمكن الرجوع إليها في كتب الأذكار.
  4. التكبيرة الرابعة:
بعد التكبيرة الرابعة يقول: (اللَّهُمَّ لاَ تَحْرِمْنَا أَجْرَهُ، وَلاَ تَفْتِنَّا بَعْدَهُ) ذكر النووي في كتاب رياض الصالحين وقال الشيخ ابن جبرين إنه الأفضل.
أو يسكت قليلاً، ثم يُسَلم عن يمينه تسليمة واحدة، لفعله صلى الله عليه وسلم، رواه الحاكم وحسَّن إسنادَه الألباني في أحكام الجنائز (ص129)، ويجوز أن يسلم تسليمة ثانية عن يساره، لورود أحاديث في ذلك. انظر أحكام الجنائز للألباني (ص127).

## وصلات خارجية
- الشرح الفقهي المصور - صفة الصلاة